# Bình Minh (Đồng Nai)
Bình Minh is een xã in het Vietnamese district Trảng Bom, provincie Đồng Nai. Bình Minh ligt ongeveer 16 kilometer oostelijk van de stad Biên Hòa. Bình Minh ligt aan de Nationale weg 1A.